# Burton, Ohio
Burton là một làng thuộc quận Geauga, tiểu bang Ohio, Hoa Kỳ. Năm 2010, dân số của làng này là 1455 người.

## Dân số
- Dân số năm 2000: 1450 người.
- Dân số năm 2010: 1455 người.